# Heliconius rufolimbata
Heliconius rufolimbata är en fjärilsart som beskrevs av Butler 1873. Heliconius rufolimbata ingår i släktet Heliconius och familjen praktfjärilar. Inga underarter finns listade i Catalogue of Life.